# Holmtjärnen (Norrbärke socken, Dalarna)
Holmtjärnen är en sjö i Smedjebackens kommun i Dalarna och ingår i Norrströms huvudavrinningsområde.